# Bertelbos
Het Bertelbos is een bronbos in Strijpen (deelgemeente van Zottegem) op de grens met Roborst (deelgemeente van Zwalm).  Het bos ligt aan de Kleie en de Kluisstraat en helt langzaam af tot aan de oever van de Zwalm in de Zwalmvallei (Vlaamse Ardennen). De naam was vroeger Betterbos(sen) (ter Zwalmen aen den Betterbosch), wat komt van 'bitter bosch' (woest bos) . In het Bertelbos is canadapopulier aangeplant; verder is er een gevarieerde struiklaag van hakhout. Er groeit ook gewone es, vlier, hazelaar, iep, zomereik, zwarte els, wilg, rode kornoelje, gewone esdoorn, linde, Spaanse aak, robinia en tamme kastanje. Het Bertelbos heeft ondanks de menselijke invloeden een bijzondere vegetatie, met eenbes, daslook, slanke sleutelbloem. Het bosgebied maakt deel uit van het Vlaams Ecologisch Netwerk en is Europees beschermd als onderdeel van Natura 2000-gebied Bossen van de Vlaamse Ardennen en andere Zuid-Vlaamse bossen. Het Bertelbos is in handen van privé-eigenaren; het is enkel toegankelijk via het wandelknooppuntennetwerk 'Vlaamse Ardennen-Zwalmvallei'.

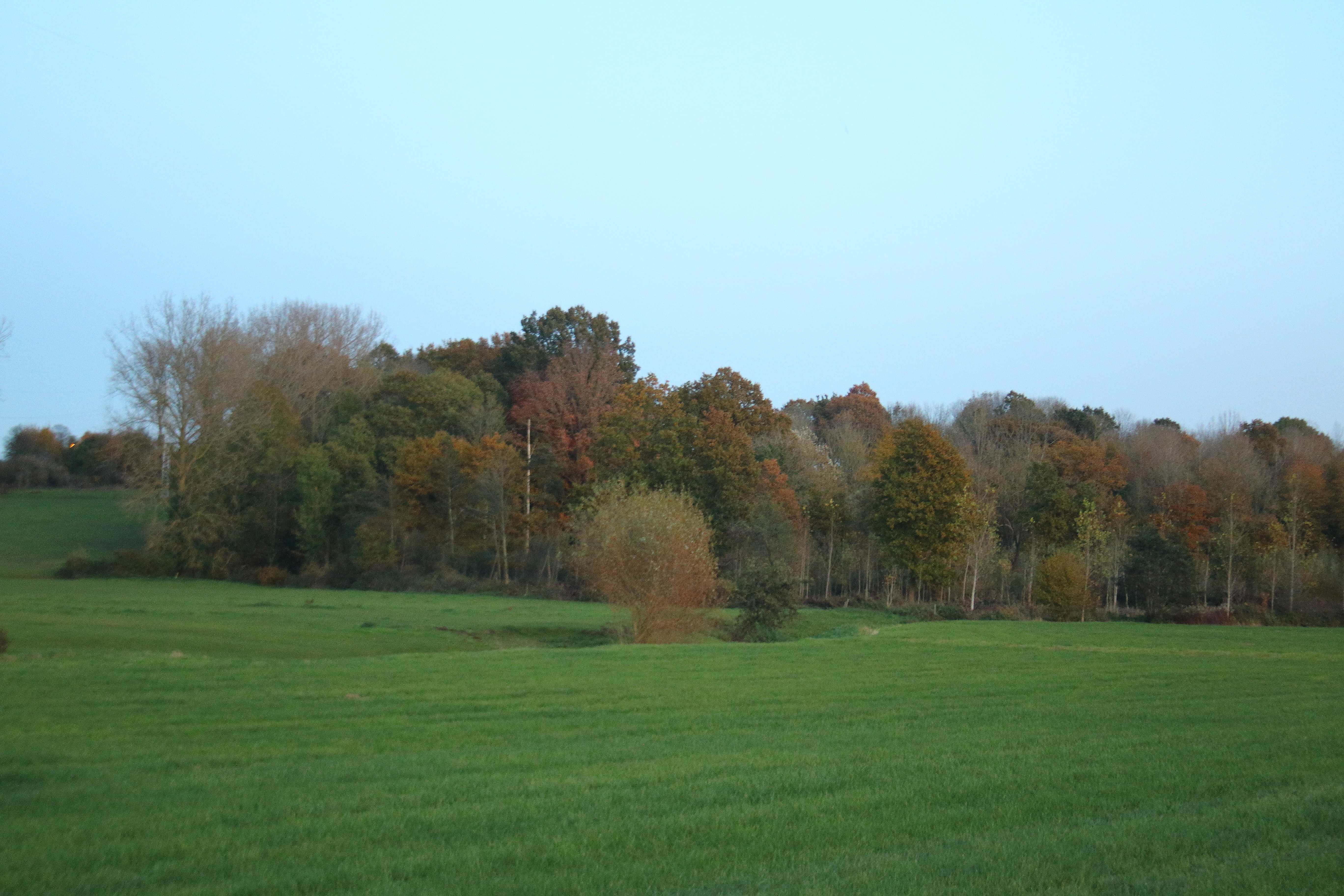
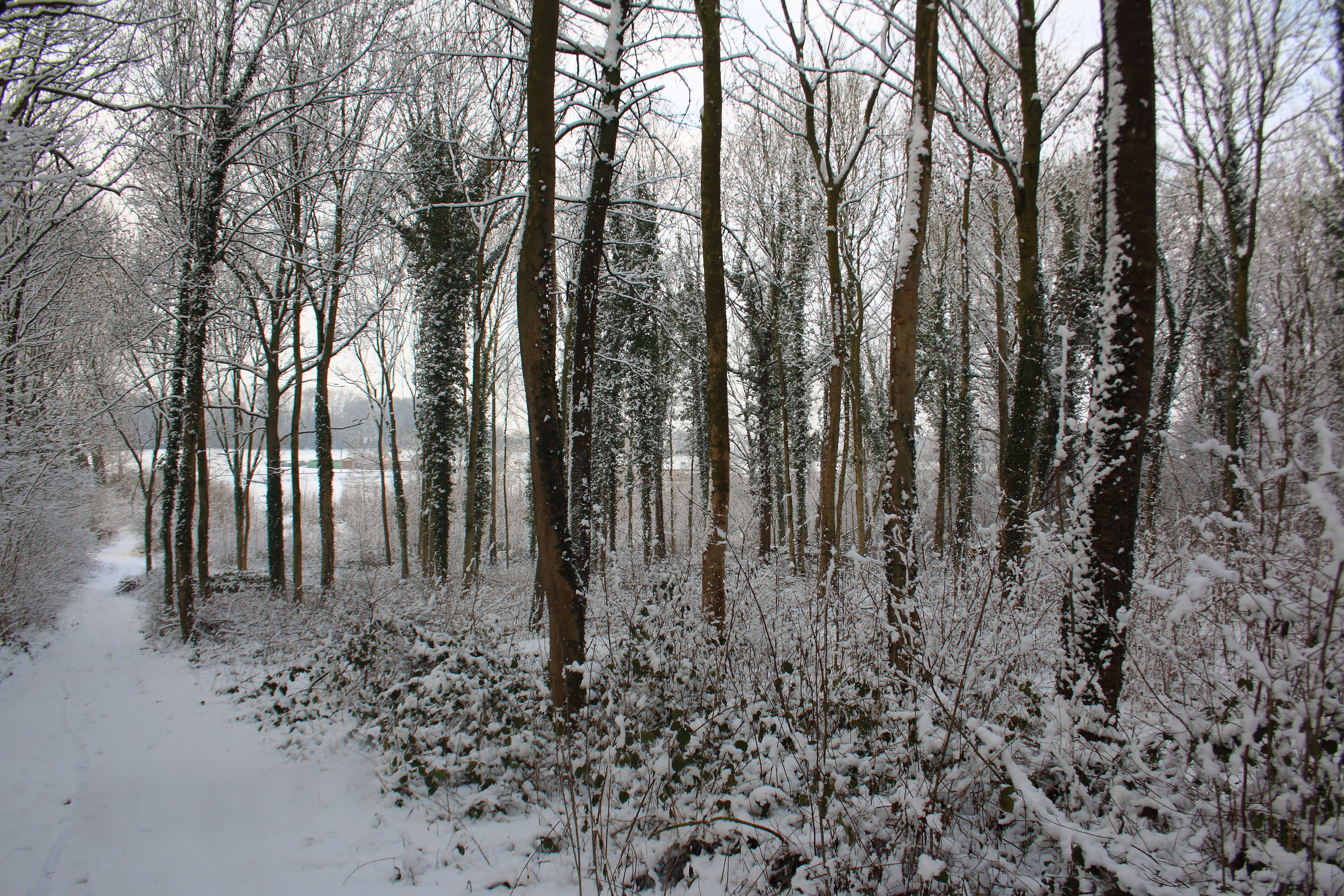
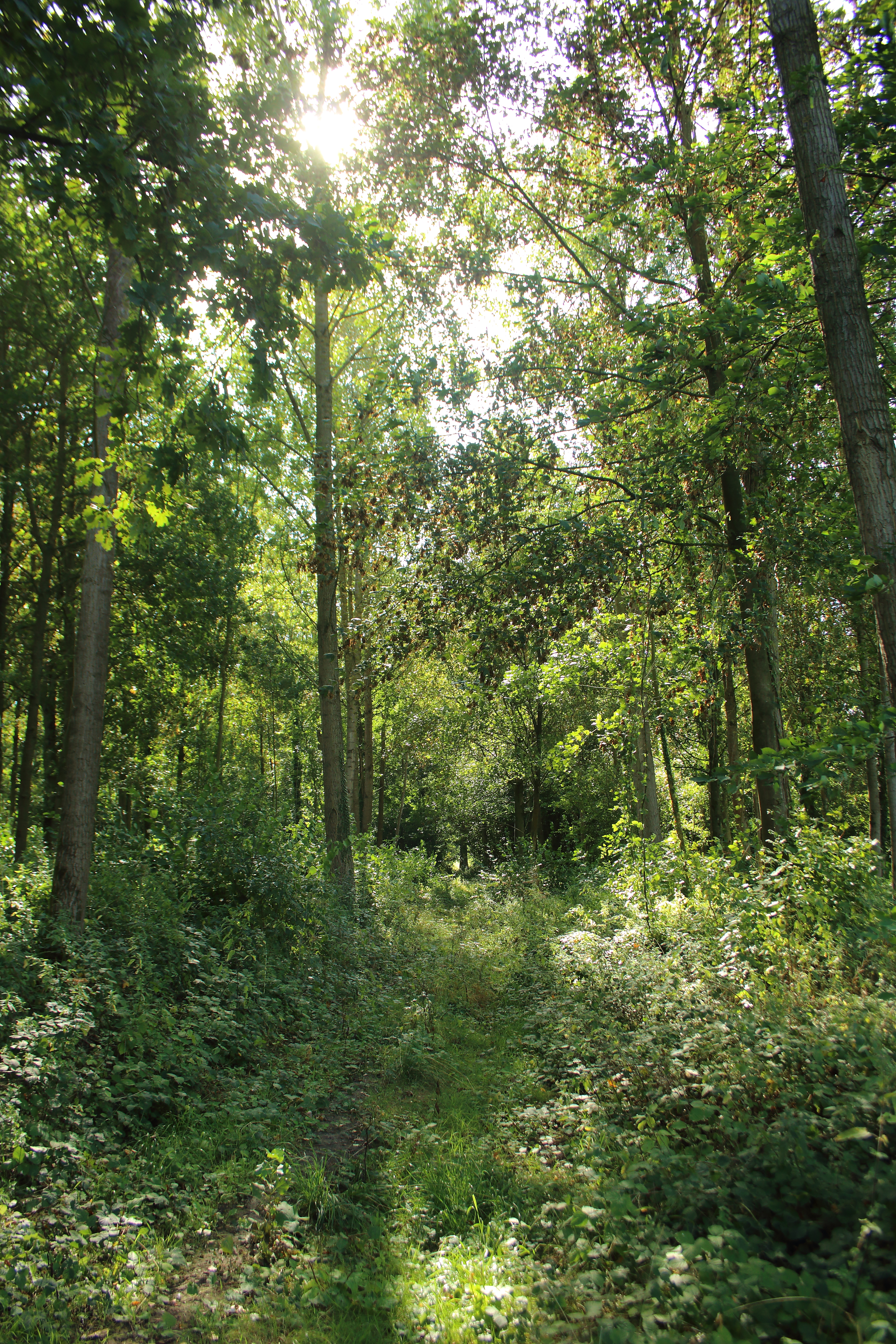
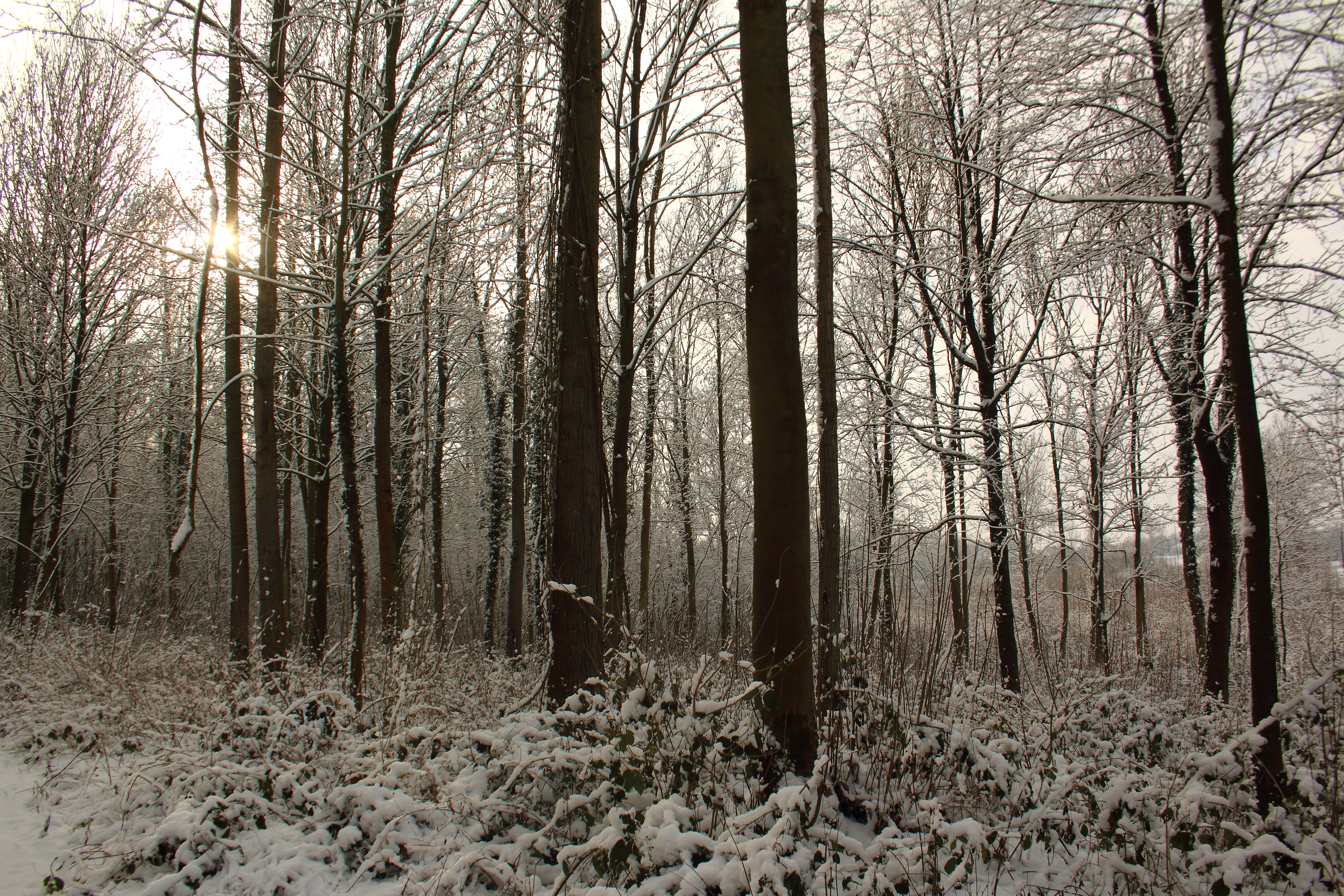